# Tribunal suprême de la Signature apostolique
 (mai 2025).
Si vous disposez d'ouvrages ou d'articles de référence ou si vous connaissez des sites web de qualité traitant du thème abordé ici, merci de compléter l'article en donnant les références utiles à sa vérifiabilité et en les liant à la section « Notes et références ».
 (mai 2025).
La mise en forme du texte ne suit pas les recommandations de Wikipédia : il faut le « wikifier ».
Les points d'amélioration suivants sont les cas les plus fréquents. Le détail des points à revoir est peut-être précisé sur la page de discussion.
- Les titres sont pré-formatés par le logiciel. Ils ne sont ni en capitales, ni en gras.
- Le texte ne doit pas être écrit en capitales (les noms de famille non plus), ni en gras, ni en italique, ni en « petit »…
- Le gras n'est utilisé que pour surligner le titre de l'article dans l'introduction, une seule fois.
- L'italique est rarement utilisé : mots en langue étrangère, titres d'œuvres, noms de bateaux, etc.
- Les citations ne sont pas en italique mais en corps de texte normal. Elles sont entourées par des guillemets français : « et ».
- Les listes à puces sont à éviter, des paragraphes rédigés étant largement préférés. Les tableaux sont à réserver à la présentation de données structurées (résultats, etc.).
- Les appels de note de bas de page (petits chiffres en exposant, introduits par l'outil «  Source ») sont à placer entre la fin de phrase et le point final[comme ça].
- Les liens internes (vers d'autres articles de Wikipédia) sont à choisir avec parcimonie. Créez des liens vers des articles approfondissant le sujet. Les termes génériques sans rapport avec le sujet sont à éviter, ainsi que les répétitions de liens vers un même terme.
- Les liens externes sont à placer uniquement dans une section « Liens externes », à la fin de l'article. Ces liens sont à choisir avec parcimonie suivant les règles définies. Si un lien sert de source à l'article, son insertion dans le texte est à faire par les notes de bas de page.
- La présentation des références doit suivre les conventions bibliographiques. Il est recommandé d'utiliser les modèles {{Ouvrage}}, {{Chapitre}}, {{Article}}, {{Lien web}} et/ou {{Bibliographie}}. Le mode d'édition visuel peut mettre en forme automatiquement les références.
- Insérer une infobox (cadre d'informations à droite) n'est pas obligatoire pour parachever la mise en page.

Pour une aide détaillée, merci de consulter Aide:Wikification.
Si vous pensez que ces points ont été résolus, vous pouvez retirer ce bandeau et améliorer la mise en forme d'un autre article.
Pour les articles homonymes, voir tribunal suprême.
Le Tribunal suprême de la Signature apostolique est la juridiction supérieure du Saint-Siège, siégeant dans le palais de la Chancellerie apostolique, au Vatican.

## Historique
Le tribunal est apparu au XIIIe siècle, il regroupe alors les rapporteurs (appelés « référendaires ») chargés de préparer la signature par le pape des suppliques et des causes particulières. Eugène IV l'érige en office stable au XVe siècle, puis Pie X, dans le cadre de sa réforme du droit canonique au début du XXe siècle, en fait un tribunal de dernier ressort.
À l'heure actuelle, son fonctionnement est régi par la constitution apostolique Pastor Bonus de 1988 : le tribunal connaît des litiges de nullité (cassation), des recours contre les sentences de la Rote romaine et des conflits de compétence. C'est l'un des tribunaux dits « du Siège apostolique ».
Le TSSA est constitué de prélats nommés par le pape. Il est dirigé par un préfet, actuellement le cardinal Dominique Mamberti, assisté d'un secrétaire et d'un sous-secrétaire.

## Préfets depuis 1908
- Vicenzo Vannutelli (1908-1915)[2]
- Michele Lega (1914-1920)[2]
- Augusto Silj (1920-1926)[2]
- Francesco Ragonesi (1926-1931)[2]
- Bonaventura Cerretti (1931-1933)[2]
- Enrico Gasparri (1933-1946)[2]
- Massimo Massimi (1946-1954)[2]
- Giuseppe Bruno (1954-1954)[2]
- Gaetano Cicognani (1954-1962)[2]
- Francesco Roberti (1959-1969)[2]
- Dino Staffa (1967-1977)[2]
- Pericle Felici (1977-1982)[2]
- Aurelio Sabattani (1982-1988)[2]
- Achille Silvestrini (1988-1991)[2]
- Gilberto Agustoni (1992-1998)[2]
- Zenon Grocholewski (1998-1999)[2], également archevêque titulaire d'Acropolis (de)[3]
- Mario Francesco Pompedda (1999-2004)[2]
- Agostino Vallini (2004-2008)[2]
- Raymond Leo Burke (2008-2014)[2]
- Dominique Mamberti (2014-)[2]